# DigiHive

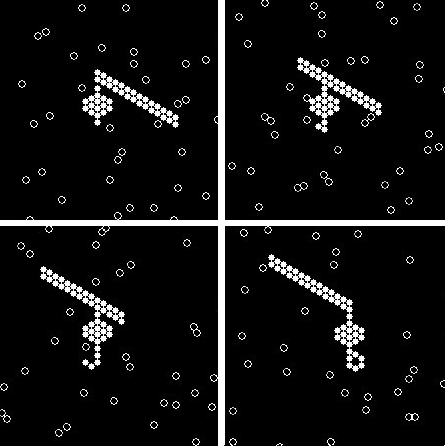
Symulacja uniwersalnego konstruktora w środowisku DigiHive. Niezwiązane cząsteczki są narysowane jako okręgi, cząsteczki wchodzące w skład kompleksów są narysowane jako koła. Uniwersalny konstruktor (zespół współdziałających programów) przyłącza się do łańcucha informacyjnego i rozpoczyna budowę kompleksu docelowego (okrąg) sekwencyjnie przetwarzając opis znajdujący się w łańcuchu.

DigiHive jest systemem modelowania sztucznego życia. Środowisko umożliwia przeprowadzenie symulacji dużej liczby obiektów zwanych cząsteczkami, w dwuwymiarowej przestrzeni z periodycznymi warunkami brzegowymi. Cząsteczki poruszają się i zderzają zgodnie z regułami uproszczonej mechaniki klasycznej (uwzględniona jest m.in. zasada zachowania energii i zasada zachowania pędu). Po zderzeniu cząsteczki mogą połączyć się w strukturę zwaną kompleksem - prawdopodobieństwo takiego zdarzenia jest regulowane odpowiednimi ustawieniami środowiska. Połączenia mogą być tworzone zarówno w kierunku poziomym (na planie sześciokąta) jak i pionowym (tworząc tzw. stosy cząsteczek).
Na wyższym poziomie opisu, struktury interpretowane są jako programy napisane w języku przypominającym język Prolog. Dzięki tej własności środowiska, kompleksy mogą rozpoznawać i zmieniać inne kompleksy znajdujące się w najbliższym otoczeniu. Programy realizują bardzo prostą funkcjonalność - są zdolne jedynie do selektywnego tworzenia i rozrywania wiązań pomiędzy określonymi cząsteczkami. Dzięki zjawisku emergencji proste oddziaływania programów prowadzą do złożonego efektu końcowego.